# Кечилик
Кечилик (на гръцки: Μεσοκόρυφο, Месокорифо, катаревуса Μεσοκόρυφον, Месокорифон, до 1927 година Κετσιλίκ, Кичилик) е бивше село в Гърция, част от дем Доксат на област Източна Македония и Тракия.

## География
Селото е в планината Урвил, на 480 m надморска височина, южно от Органджи (Кирия).

## История
В началото на XX век селото е турско. В 1913 година има 202 жители, а в 1920 година – 179. След изселването на турците в средата на 20-те години по Лозанския договор в селото са заселени 126 гърци бежанци. В 1927 година името на селото е сменено на Месокорифон. През 50-те години жителите се изселват в Органджи.
| Година    | 1913 | 1920 | 1928 | 1940 | 1951 | 1961 | 1971 | 1981 | 1991 | 2001 | 2011 | 2021 |
| --------- | ---- | ---- | ---- | ---- | ---- | ---- | ---- | ---- | ---- | ---- | ---- | ---- |
| Население | 202  | 179  | 126  | 221  | 234  |      |      |      |      |      |      |      |